# 多羅希夫卡 (莫希利夫-波季利斯基區)
多羅希夫卡（烏克蘭語：Дорошівка）是烏克蘭的村落，位於該國西南部文尼察州，由莫希利夫-波季利斯基區負責管轄，始建於1600年，面積1.75平方公里，海拔高度167米，2001年人口486，人口密度每平方公里277.71人。